# Jean-François Lepage
Pour les articles homonymes, voir Lepage.
Jean-François Lepage, né à Paris (France) en 1960, est un photographe et peintre français. 
Son œuvre, au croisement de la peinture, du cinéma et de la photographie contemporaine, offre un regard différent sur l’univers de la mode. Sa manière de photographier est très particulière, très proche des Arts plastiques, et illustre le renouveau de la photographie de mode. Lepage a su garder son cap en s’éloignant radicalement des conventions, de la version homogénéisée consacrée du glamour et des restrictions de la commande. Ses œuvres, à la fois séduisantes et inquiétantes, sont le résultat d’un processus créatif particulier : il découpe et grave la surface du négatif pour faire évoluer l’image originale. Depuis plus de trente ans, Lepage a façonné, à travers la noirceur de sa vision unique et sans compromis, son propre univers extraordinaire et étrange.

## Biographie
Né en 1960, Jean-François Lepage trouve dès le début des années 1980 des collaborateurs partageant ses idées. Il publie ses premières photographies dans le magazine Depeche Mode (Magazine) et présente sa première exposition, des portraits de l'actrice française Isabelle Adjani, en 1983. La même année, il rencontre Grégoire Philipidhis, directeur artistique de Jill, l’éphémère et très influent magazine de mode indépendant français (1983-1985). Celui-ci embrasse son travail et lui donne la liberté de s’exprimer et d’expérimenter à travers les pages de son magazine. En 1987, Jean-François Lepage décide de mettre un terme à sa collaboration avec les magazines afin de se consacrer essentiellement au dessin et à la peinture tout en poursuivant ses expérimentations photographiques. 
Après son exil auto-imposé de la photographie éditoriale pendant une longue période de treize années, Lepage est revenu avec une nouvelle approche. Au début des années 2000, il réalise des prises de vue en extérieur pour le magazine italien Amica et montre intentionnellement la source de lumière utilisée pour éclairer ses sujets. Il crée ainsi une atmosphère singulière en mixant la lumière du soleil et son flash électronique posé à même le sol. Jean-François Lepage délaisse alors la palette monochromatique de ses débuts, insufflant à ses photographies une ambiance plus sombre empreinte de dualité. Les images, bien que plus luxuriantes, transmettent un certain malaise. Ses figures solitaires qui habitent des mondes étranges et inquiétants sont comme des personnages suspendus, absents et disloqués, hésitant entre rêves oniriques et cauchemars. Au cours de cette décennie, ses photographies seront publiées dans de nombreux magazines internationaux tels que AnOther Man, Double, Exit magazine, GQ (magazine), SPOON Magazine, Purple et Vogue…
En 2013, Lepage collabore avec la commissaire d’exposition du Festival international de mode et de photographie de Hyères, Raphaëlle Stopin, afin de présenter son exposition Memories from the future. En 2014, Lepage décide de s’éloigner une fois de plus de la mode. Il enrichit sa palette en découpant les chutes de pellicules photographiques, issues de ses archives, afin de construire de nouvelles images. Tout particulièrement le Polaroid 891, un film couleur transparent au format 20×25, qu’il utilisait dans les années 1990. MOONLIGHT ZOO, la première monographie de Jean-François Lepage a été publiée en avril 2015 aux éditions Prestel. 
Depuis lors, Jean-François Lepage se consacre exclusivement à Genèse (le projet Recycle). Les deux premiers opus PRELUDE et ZOMBIE ont été exposés en Europe lors d'expositions personnelles et de foires de photographie et d'art contemporain tels que, Photo London 2015, Art Paris Art Fair 2016 et Unseen Photo Fair en 2014, 2015 et 2019.

## Expositions personnelles (Sélection)
- 2020 ZOMBIE – TOBE Gallery / Budapest, Hongrie[16]
- 2016 PRELUDE (Part I) – Brugge Photo Festival / 44 Gallery / Brugge, Belgique
- 2016 PRELUDE (Part I) – FotoIstanbul / International Festival de Photographie / Istanbul, Turquie
- 2016 Solo Show – Art Paris Art Fair / Grand palais / Galerie madé / Paris, France
- 2015 PRELUDE (Part I) – The Ravestijn Gallery | Amsterdam, Pays-Bas
- 2015 PRELUDE (Part I) – Galerie Madé | Paris, France[17]
- 2014 Memories from the future – 3e Festival International de la photographie | Rishon LeZion, Israël
- 2013 Inside the Mirror (Selection de photographies issue de l'exposition Memories from the future) – Galerie Madé | Paris, France[18]
- 2013 Memories from the future – 28e Festival international de mode et de photographie contemporaine de Hyères | Hyères, France
- 2011 MoonLight – Bacc - Art Cultural Center | Bangkok, Thaïlande[19]
- 1998 Photographie 1984-1998 – Galerie 213 | Paris, France
- 1994 Photographie & Peinture – Galerie Camera Obscura | Paris, France
- 1994 Dieu – Grande galerie de l'évolution du Muséum national d'histoire naturelle, Exposition permanente (peinture sur verre) | Paris, France
- 1993 International fashion festival of photography | Monte-Carlo, Monaco
- 1992 White art gallery  | Tokyo, Japon
- 1988 Galerie Le comptoir de la photographie | Paris, France
- 1988 Fam – Centre culturel français | Varsovie, Pologne
- 1983 Isabelle Adjani – Galerie Canon | Paris, France

## Expositions collectives (Sélection)
- 2012 Color – Camera Work Gallery | Berlin, Allemagne
- 2010 UltraMegalore – Modemuseum Hasselt | Hasselt, Belgique
- 2002 Archeology of elegance : 1980-2000, 20 ans de photographie de mode – Deichtorhallen | Hambourg, Allemagne[20]
- 1996 Photographie Française – Aperture Gallery | New York, États-Unis
- 1995 Dessins – Galerie Lucien Durand (dessin) | Paris, France
- 1993 Treize en vue Musée Nicéphore-Niépce | Chalon-sur-Saône, France
- 1988 Les quatre saisons – Cac de Belfort | Belfort, France